# Chiloglottis grammata
Chiloglottis grammata är en orkidéart som beskrevs av Geoffrey William Carr. Chiloglottis grammata ingår i släktet Chiloglottis och familjen orkidéer.
Artens utbredningsområde är Tasmanien. Inga underarter finns listade i Catalogue of Life.